# Chandina
Chandina è un sottodistretto (upazila) del Bangladesh situato nel distretto di Comilla, divisione di Chittagong. Si estende su una superficie di 201,92 km² e conta una popolazione di 350.273  abitanti (censimento 2011).